# Etyiidae
Famille
Les Etyiidae sont une famille éteinte de crabes. Elle comprend 20 espèces regroupées dans sept genres. Ils sont connus du Crétacé à l'Éocène.

## Liste des genres
- † Caloxanthus A. Milne-Edwards, 1864
- † Etyus Mantell, 1822
- † Etyxanthosia Fraaije, Van Bakel, Jagt & Artal, 2008
- † Feldmannia Guinot & Tavares, 2001
- † Guinotosia Beschin, Busulini, De Angeli & Tessier, 2007
- † Sharnia Collins & Saward, 2006
- † Xanthosia Bell, 1863

## Référence
- Guinot & Tavares, 2001 : Une nouvelle famille de crabes du Crétacé, et la notion de Podotremata Guinot, 1977 (Crustacea, Decapoda, Brachyura). Zoosystema, vol. 23, n. 3, p. 507–546.

## Sources
- (en) Ng, Guinot & Davie, 2008 : Systema Brachyurorum: Part I. An annotated checklist of extant brachyuran crabs of the world. Raffles Bulletin of Zoology Supplement, n. 17 p. 1–286.
- (en) De Grave & al., 2009 : A Classification of Living and Fossil Genera of Decapod Crustaceans. Raffles Bulletin of Zoology Supplement, n. 21, p. 1-109.